# Pershagens kapell

Pershagens kapell är en kyrkobyggnad i centrala Pershagen, utanför Södertälje. Kyrkan ingår i Södertälje församling (och ligger i den del av församlingen som före 2002 var Tveta församling).

## Bakgrund
Pershagens kapell ligger i Pershagens centrum, i en skogsbacke bland villabebyggelse. Kapellet är en villaliknande byggnad, ritad av arkitekt Martin Westerberg och invigd 1936. Bygget möjliggjordes genom en tomtdonation 1931 från Henrik Hallström, dåvarande ägare till Bränninge gård. Grundplanen är rektangulär med ett smalare, rakavslutat östparti som utgör kor. Husets 1½ våningar vilar på en hög souterrängvåning med sockel av sten. Dess utrymmen används till församlingslokaler.
De övriga väggarna är av panelat trä under tegeltäckt sadeltak. Huvudingången är förlagd till en fritrappa vid södra långsidan och leder till ett förrum i husets västra del. Här finns församlingssal och kök. En trappa för upp till en mindre bostad i övre våningen. Husets östra del består av kyrkorummet som upptar hela byggnadens höjd. Det överhöjda innertaket är panelat.

## Orgel
- Tidigare användes ett harmonium i kyrkan.
- Den nuvarande orgeln är byggd 1971 av Grönlunds Orgelbyggeri AB, Gammelstad och är mekanisk.

| Manual        | Pedal      | Koppel   |  |
| Gedackt 8’    | Subbas 16’ | Man/Ped. |  |
| Principal 4’  |            |          |  |
| Rörflöjt 4’   |            |          |  |
| Waldflöjt 2’  |            |          |  |
| Cymbel 2 chor |            |          |  |